# Beisebol nos Jogos Olímpicos de Verão de 1992
O beisebol fez sua estréia como modalidade olímpica nos Jogos Olímpicos de Verão de 1992 realizados em Barcelona, na Espanha. O beisebol já havia sido disputado em outras sete olimpíadas, mas apenas como esporte de demonstração.
A equipe de Cuba sagrou-se campeã do primeiro torneio olímpico de beisebol derrotando Taiwan na disputa pelo ouro.

## Medalhistas
| Medalha de ouro | Medalha de prata | Medalha de bronze |
| CUB Cuba Antonio Pacheco Juan Carlos Pérez Ermidelio Urrutia Luis Ulacia Alberto Hernández Lázaro Vargas Omar Linares Germán Mesa Juan Padilla Lourdes Gourriel José Estrada González Osvaldo Fernández Orlando Hernández Giorge Díaz Omar Ajete Víctor Mesa Jorge Luis Valdés José Delgado Rolando Arrojo Orestes Kindelán | TPE Taipé Chinês Lin Chao-huang Lin Kun-han Wang Kuang-shih Chen Wei-chen Huang Wen-po Wu Shih-hsih Chang Yaw-teing Liao Ming-hsiung Lo Kuo-chong Huang Chung-yi Lo Chen-jung Chen Chi-hsin Chiang Tai-chuan Pai Kun-hong Kuo Lee Chien-fu Ku Kuo-chian Tsai Ming-hung Chang Cheng-hsien Chang Wen-chung Jong Yeu-jeng | JPN Japão Koichi Oshima Shigeki Wakabayashi Masafumi Nishi Koji Tokunaga Akihiro Togo Hirotami Kojima Hiroki Kokubo Hiroyuki Sakaguchi Yasunori Takami Yasuhiro Sato Kento Sugiyama Katsumi Watanabe Kazutaka Nishiyama Masahito Kohiyama Tomohito Ito Masanori Sugiura Takashi Miwa Shinichi Sato Hiroshi Nakamoto Shinichiro Kawabata |

## Primeira fase

### Grupo único
| Equipe               | J | V | D | BP | BC | Pct.  |
| -------------------- | - | - | - | -- | -- | ----- |
| Cuba                 | 7 | 7 | 0 | 78 | 14 | 1.000 |
| Japão                | 7 | 5 | 2 | 60 | 15 | .714  |
| Taiwan               | 7 | 5 | 2 | 61 | 21 | .714  |
| Estados Unidos       | 7 | 5 | 2 | 49 | 28 | .714  |
| Porto Rico           | 7 | 2 | 5 | 22 | 48 | .286  |
| República Dominicana | 7 | 2 | 5 | 23 | 60 | .286  |
| Itália               | 7 | 1 | 6 | 25 | 62 | .143  |
| Espanha              | 7 | 1 | 6 | 15 | 85 | .143  |

| 26 de julho          |      |                      |
| Taipé Chinesa        | 8–2  | Itália               |
| Cuba                 | 8–0  | República Dominicana |
| Espanha              | 1–4  | Estados Unidos       |
| Porto Rico           | 0–9  | Japão                |
| 27 de julho          |      |                      |
| Taipé Chinesa        | 9–10 | Estados Unidos       |
| Cuba                 | 18–1 | Itália               |
| Porto Rico           | 7–5  | República Dominicana |
| Japão                | 12–1 | Espanha              |
| 28 de julho          |      |                      |
| Taipé Chinesa        | 10–1 | Porto Rico           |
| Estados Unidos       | 10–0 | Itália               |
| Japão                | 2–8  | Cuba                 |
| República Dominicana | 11–2 | Espanha              |
| 29 de julho          |      |                      |
| República Dominicana | 0–17 | Japão                |
| Porto Rico           | 2–0  | Itália               |
| Cuba                 | 9–6  | Estados Unidos       |
| Taipé Chinesa        | 20–0 | Espanha              |
| 31 de julho          |      |                      |
| Japão                | 13–3 | Itália               |
| República Dominicana | 0–11 | Taipé Chinesa        |
| Espanha              | 0–18 | Cuba                 |
| Estados Unidos       | 8–2  | Porto Rico           |
| 1 de agosto          |      |                      |
| Cuba                 | 9–4  | Porto Rico           |
| Japão                | 0–2  | Taipé Chinesa        |
| Itália               | 14–4 | Espanha              |
| Estados Unidos       | 10–0 | República Dominicana |
| 2 de agosto          |      |                      |
| Itália               | 5–7  | República Dominicana |
| Espanha              | 7–6  | Porto Rico           |
| Estados Unidos       | 1–7  | Japão                |
| Cuba                 | 8–1  | Taipé Chinesa        |

## Semifinal
| Equipe | 1 | 2 | 3 | 4 | 5 | 6 | 7 | 8 | 9 |   | C | H | E |
| ------ | - | - | - | - | - | - | - | - | - | - | - | - | - |
| Taiwan | 1 | 0 | 0 | 1 | 1 | 1 | 0 | 1 | 0 | 5 | 9 | 2 |   |
| Japão  | 0 | 1 | 1 | 0 | 0 | 0 | 0 | 0 | 0 | 2 | 5 | 0 |   |

| Equipe         | 1 | 2 | 3 | 4 | 5 | 6 | 7 | 8 | 9 |   | C  | H | E |
| -------------- | - | - | - | - | - | - | - | - | - | - | -- | - | - |
| Estados Unidos | 0 | 0 | 0 | 0 | 0 | 1 | 0 | 0 | 0 | 1 | 7  | 1 |   |
| Cuba           | 0 | 0 | 0 | 1 | 1 | 2 | 0 | 2 | x | 6 | 11 | 1 |   |

## Disputa pelo bronze
| Equipe         | 1 | 2 | 3 | 4 | 5 | 6 | 7 | 8 | 9 |   | C  | H | E |
| -------------- | - | - | - | - | - | - | - | - | - | - | -- | - | - |
| Japão          | 0 | 4 | 0 | 0 | 0 | 4 | 0 | 0 | 0 | 8 | 14 | 1 |   |
| Estados Unidos | 0 | 0 | 0 | 2 | 1 | 0 | 0 | 0 | 0 | 3 | 6  | 2 |   |

## Final
| Equipe | 1 | 2 | 3 | 4 | 5 | 6 | 7 | 8 | 9 |    | C  | H | E |
| ------ | - | - | - | - | - | - | - | - | - | -- | -- | - | - |
| Cuba   | 2 | 0 | 2 | 1 | 0 | 1 | 2 | 1 | 2 | 11 | 18 | 2 |   |
| Taiwan | 0 | 0 | 0 | 0 | 0 | 0 | 1 | 0 | 0 | 1  | 4  | 3 |   |